# Sarrina Mirschakar
Sarrina Mirschakar (tadschikisch Заррина Миршакар, Transkription Sarrina Mirschakar; russisch Заррина Мирсаидовна Миршакар, Sarrina Mirsaidowna Mirschakar, wiss. Transliteration Zarrina Mirsaidovna Miršakar; englisch Zarrina Mirshakar; * 19. März 1947 in Stalinabad, heute Duschanbe, Tadschikische SSR, Sowjetunion) ist eine tadschikische Komponistin und Musikpädagogin. Sie gilt im Bereich der klassischen und neuen Musik als erste international angesehene Komponistin des Landes.

## Leben
Sarrina Mirschakar wuchs als Tochter des tadschikischen Schriftstellers Mirsaid Mirschakar (1912–1993) im damaligen Stalinabad, der Hauptstadt der Sowjetrepublik, auf. Nach dem Besuch der Musikschule mit Klavier- (1956) und erstem Kompositionsunterricht für Kinder (1958–1963) bekam sie von 1963 bis 1967 Fachunterricht im städtischen Musikkolleg bei dem armenischen Komponisten Juri Grigorjewitsch Ter-Ossipow, der seit 1958 hier lebte und eine ganze Generation tadschikischer Musiker prägte. 1967 wurde sie am Moskauer Konservatorium aufgenommen, sie studierte dort Komposition in der Klasse des ebenfalls armenischstämmigen Sergei Artemjewitsch Balassanjan, einem weiteren, bekannten Förderer der sowjetischen tadschikischen Musik. Zu ihren Lehrern zählte auch Eduard Chagagortjan (1930–1983).
1974 schloss sie das Studium in Moskau ab und verzeichnete als Komponistin mit ihrer Examensarbeit, dem Orchesterwerk Two Pamir Pictures, aufgeführt vom Sinfonieorchester des Konservatoriums, einen ersten Erfolg. Im selben Jahr wurde sie Mitglied im gesamtsowjetischen und im tadschikischen Komponistenverband. Sie ging zurück in ihre Heimatstadt und wurde Lehrerin am Staatlichen Institut der Künste, benannt nach dem Nationaldichter Mirso Tursunsoda. Dort unterrichtete sie ab 1994 als Senior Lecturer. 2003 wechselte sie ans Nationalkonservatorium Duschanbe, das nach dem Komponisten Talabchudscha Sattorow (1953–2007) benannt ist, und übernahm bis 2008 die Leitung der Abteilung Komposition. Dort lehrte sie bis zum Ruhestand als Dozentin die Fächer Komposition, Orchestrierung und Partiturlesen.

## Schaffen
Sarrina Mirschakar schrieb Orchesterwerke, darunter sinfonische Dichtungen, eine Sinfonietta (1975) und eine Sinfonie (1993), außerdem eine Kantate für Kinderchor und Orchester (1975) sowie Kammermusik, darunter ein Streichquartett (1973) und Drei Pamir-Fresken für Violine und Klavier (1977). Sie komponierte zudem Klavierwerke wie 24 Musikalische Bytes (1983) und Werke für Violine solo, zuletzt Elegie (2008) und Erinnerung (2013). Darüber hinaus schrieb sie Filmmusik für Nasch Boki (1972), einen Film von Regisseur Waleri Achadow, und für BAM (1988), einen Film über die Eisenbahnstrecke der Baikal-Amur-Magistrale. Ihre Kompositionen werden auch außerhalb von Tadschikistan und den ehemaligen Ostblockstaaten aufgeführt, u. a. in Italien, Frankreich, Deutschland, Israel, in der Schweiz und in den USA. Mirschakar war bei Festivals in Prag (1980), Washington, New York und Boston (1986) vertreten, zuletzt auch wieder beim Moskauer Herbst 2019.
Stilistisch verknüpft sie in ihren Werken volksmusikalische Einflüsse aus der Bergregion Pamir mit zeitgenössischen Kompositionstechniken. Ihr Zugriff auf folkloristisches Material steht dabei in der Tradition von Bartók und Strawinsky.

## Auszeichnungen
Sarrina Mirschakar wurde 1985 mit dem Lenin-Komsomol-Preis der Tadschikischen SSR ausgezeichnet. Im Jahr 2000 erhielt sie den Ehrentitel Verdiente Künstlerin Tadschikistans.